# Diocese de Helsinque
A Diocese de Helsinque é uma diocese do rito latino da Igreja Católica, baseada em Helsinque, que compreende a totalidade da Finlândia. A diocese está dividida em sete paróquias, incluindo Oulu, que cobre quase toda a parte norte do país.
Até maio de 2019 o bispo de Helsinque foi Teemu Sippo, SCI, o primeiro finlandês a ocupar o cargo desde o seu restabelecimento após a Reforma (os bispos anteriores incluíam três holandeses e um polonês).

## História
Em 1550, o episcopado do último bispo de Åbo terminou. Posteriormente, o luteranismo prevaleceu na Finlândia. A Reforma Protestante no século XVI causou a perda de quase todo o norte da Europa para a Igreja Católica. Em 1582 os católicos vagantes na Finlândia e em outros países do norte da Europa foram colocados sob a jurisdição de um núncio apostólico, em Colônia. A Congregação para a Evangelização dos Povos, em sua criação, em 1622, assumiu o comando do vasto campo missionário, que - em sua terceira sessão - era dividido entre o núncio de Bruxelas (para os católicos na Dinamarca e na Noruega ), o de Colônia (no norte da Alemanha) e o núncio da Polônia (Finlândia, Mecklenburgo, e Suécia).
Em 1688, a Finlândia tornou-se parte do Vicariato Apostólico da Alemanha Setentrional. Em 1783 o Vicariato Apostólico da Suécia foi criado a partir de partes das Missões nórdicas, compreendendo então Finlândia e Suécia. Em 1809, quando a Finlândia ficou sob o domínio russo, a jurisdição católica foi passada para a Arquidiocese Metropolitana de Mohilev (hoje, São Petersburgo). Em 1920, o Vaticano estabeleceu o Vicariato Apostólico da Finlândia, que foi alterado para Diocese de Helsinque, em 1955.
|                          | Nome                                         | Período   | Notas                            |
| Bispos                   | Bispos                                       | Bispos    | Bispos                           |
| ------------------------ | -------------------------------------------- | --------- | -------------------------------- |
| 6º                       | Raimo Ramón Goyarrola Belda, Opus Dei        | 2023-     |                                  |
| 5º                       | Teemu Jyrki Juhani Sippo, S.C.I.             | 2009-2019 |                                  |
| 4º                       | Józef Wróbel, S.C.I.                         | 2000-2008 | Nomeado Bispo-auxiliar de Lublin |
| 3º                       | Paul Verschuren, S.C.I. †                    | 1967-1998 |                                  |
| 2º                       | Willem Petrus Bartholomaeus Cobben, S.C.I. † | 1933-1967 |                                  |
| 1º                       | Johannes Michiel Buckx, S.C.I. †             | 1923-1933 |                                  |
| Bispo-coadjutor          |                                              |           |                                  |
|                          | Paul Verschuren, S.C.I. †                    | 1964-1967 |                                  |
| Administrador Apostólico |                                              |           |                                  |
|                          | Johannes Michiel Buckx, S.C.I. †             | 1921-1923 |                                  |